# Steam
Steam е софтуерна, мултиплейър и комуникационна платформа за разпространение на цифрово съдържание и мултимедия, разработена от Valve Corporation. Използва се за дистрибуция на игри и свързана медия онлайн, от малки независими разработчици до най-големите софтуерни компании. Steam има също и обществени функции, автоматични обновления на игрите, и възможност за гласов и текстов чат в игра.
Към юли 2011 г., има над 1300 игри достъпни чрез Steam, и над 30 милиона активни потребителски акаунти. Въпреки че Valve никога не обявява данни от продажбите си на пресата, Stardock, предишният собственик на конкурентната платформа Impulse, изчислява, че Steam държи 70% от пазара за дигитална дистрибуция на видео игри.
Много от големите издатели освен Valve Corporation имат налични голяма част от игрите си в Steam, включително Bethesda Softworks, Electronic Arts, Activision, Rockstar Games, Telltale Games.

## Функционалност на клиента
Steam включва дигитален магазин, наречен Steam Store, от който потребителите могат да закупуват игри дигитално. Веднъж закупен, продуктът и перманентно свързан към Steam профила на купувача („подаряването“ на игра на друг потребител също е възможно). Съдържанието се доставя чрез патентован мрежов протокол за прехвърляне на файлове от международна мрежа от сървъри. Докато потребителят е влязъл в системата, игрите могат да бъдат изтеглени на всеки компютър с инсталиран Steam клиент. Steam включва и сървър браузър за потребителите, за да могат да търсят, филтрират, отметват, и присъединяват интернет или LAN сървъри за игри, които са интегрирани с него[ неясно? ]. Той е достъпен от десктопа, или от менюто в играта, и може да покаже към кои сървъри са свързани приятелите на потребителя. Няма опция за изтриване или сливане на профилите от техните създатели.
Когато излиза нов ъпдейт за потребителски софтуер в Steam, той се инсталира при следващото влизане на потребителя в клиента, или при стартиране на игра. Веднъж инсталиран, ъпдейтът не може да бъде премахнат, освен ако няма ъпдейт, който да отмени предишния. Отделни игри могат да бъдат настроени да се обновяват само по заявка на потребителя.
Valve Anti-Cheat (VAC), собствената анти-чийт система на Valve, е достъпна за използване от онлайн сървърите. Сървъри защитени от VAC автоматично засичат потребители, които мамят (използват чийтове, хакове).

### Голяма картина
Опцията „Голяма картина“ е обявена през 2011, публичната бета е пусната през септември 2012 г., а през декември 2012 г. е интегрирана в Steam. Голямата картина е интерфейс, разработен да работи на големи HD телевизори и да се ползва с геймпад или мишка и клавиатура. Stelixsa обявява, че интерфейсът е стъпка към отделен хардуерен Steam продукт.

### Локализация
Steam е достъпен на следните езици: английски, български, датски, италиански, испански, корейски, немски, норвежки, опростен китайски, полски, португалски, румънски, руски, турски, тайски, традиционен китайски, унгарски, фински, френски, холандски, чешки, шведски, японски.
Steam игрите се закупуват от интегрирания Steam Магазин чрез уеб базирана кошница/каса. Steam продава продуктите си в щатски долари, канадски долари, евро, британски лири, австралийски долари, рубли, йени, корейски вони и китайски ренминби в зависимост от местоположението на потребителя.